# Зеленгорова балка
Зеленго́рова ба́лка — ботанічна пам'ятка природи місцевого значення в Україні. Розташована на території Єланецького району Миколаївської області, у межах Возсіятської сільської ради.
Площа — 5 га. Статус надано згідно з рішенням Миколаївської обласної ради № 7 від 13.05.1993 року задля охорони зональних угруповань формацій.
Заказник перебуває на південний захід від села Возсіятське.
Територія заповідного об'єкта слугує для збереження та охорони зональних угруповань формацій ковил волосистої та Лессінга.